# Gerhard Mohr
Gerhard Mohr (* 13. Oktober 1901 in Glatz, Landkreis Glatz, Provinz Schlesien; † 10. Dezember 1979 in Wiesbaden) war ein deutscher Komponist und Arrangeur von Tanz- und gehobener Unterhaltungsmusik.

## Leben

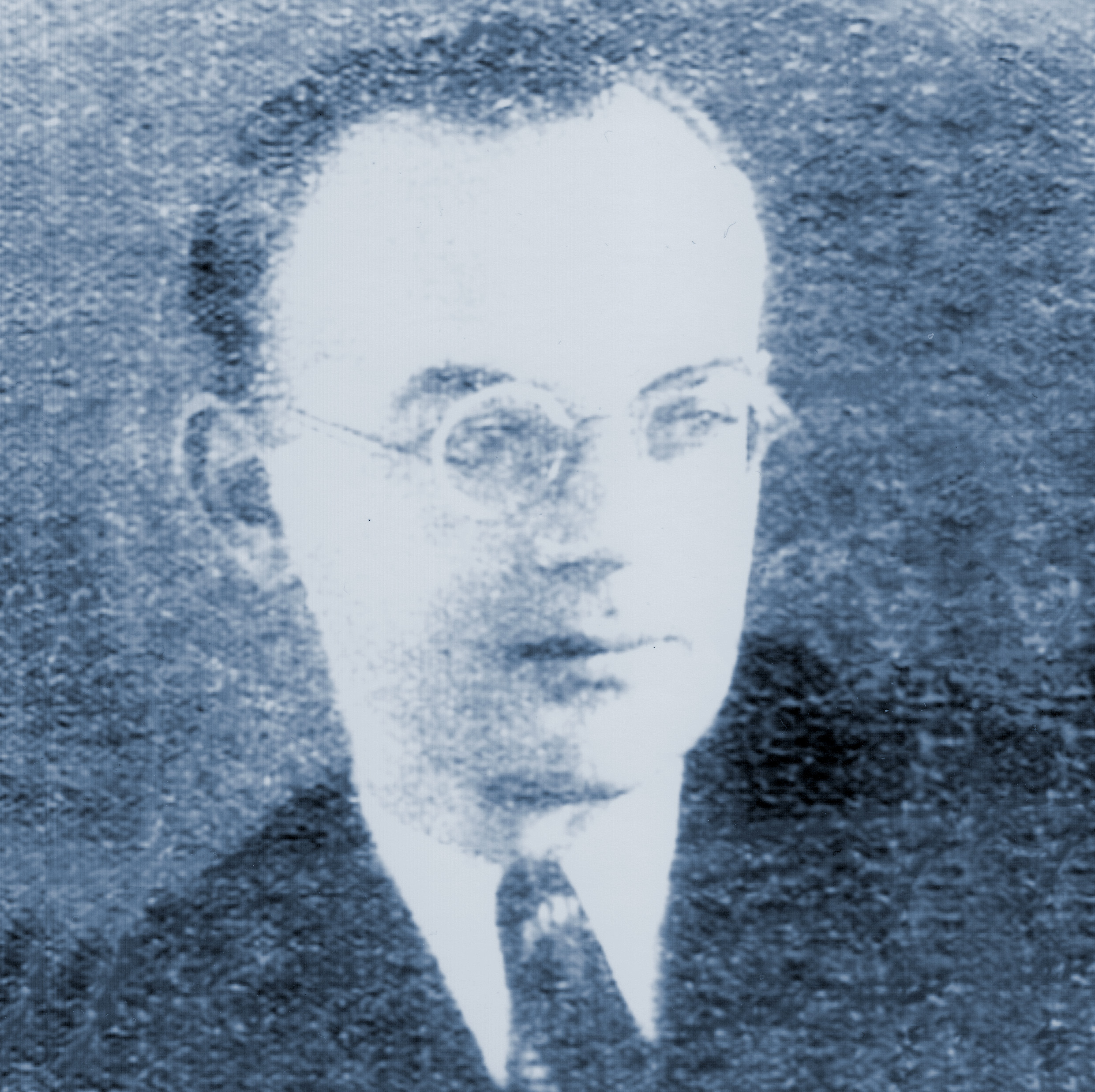
Gerhard Mohr 1934, Berlin

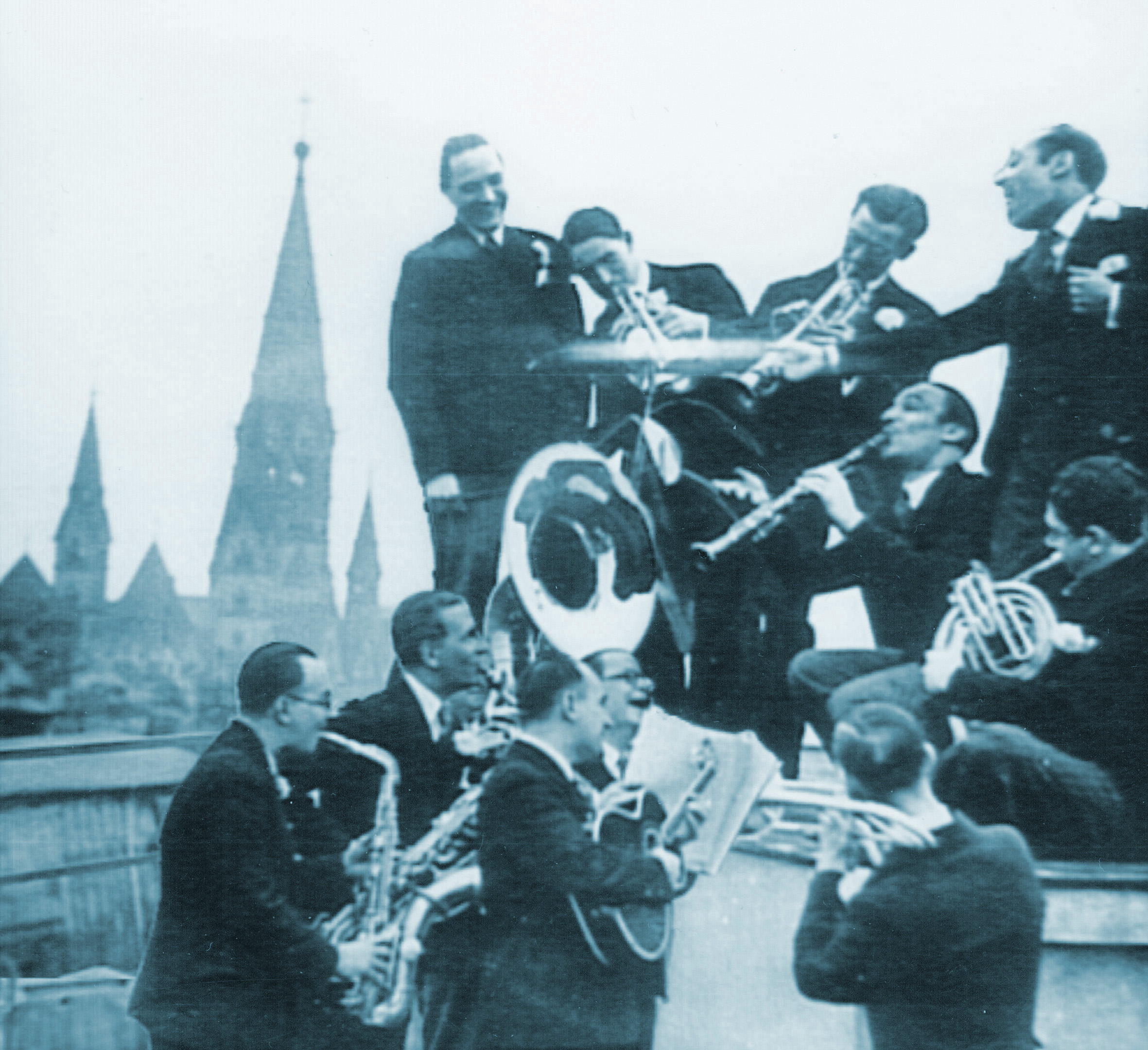
Kapelle Oscar Joost auf dem Dachgarten des Eden-Hotels in Berlin um 1931. Gerhard Mohr (links) mit Saxophon.

Gerhard Mohr entstammte einer musikfreudigen Familie und wuchs im Geist klassischer Musiktradition auf. Sein Vater lehrte ihn Notenlesen und Violine spielen. Schon früh dirigierte er am Glatzer Katholischen Gymnasium das Schülerorchester und komponierte eine Operette, die am Liegnitzer Stadttheater aufgeführt wurde.
Ab 1920 studierte am Leipziger Konservatorium Komposition und Klavier. Als er wegen der Weltwirtschaftskrise das Studium aufgeben musste, nahm er eine Beschäftigung in dem Leipziger Musikverlag C.A. Klemm auf und spielte in verschiedenen Ensembles.
In den frühen 1920er Jahren wurde Deutschland erstmals von berühmten amerikanischen und englischen Orchestern besucht. Sie brachten einen neuen Klang in die Musikszene. Gerhard Mohr war von diesen neuen Rhythmen und von der neuartigen Verwendung des Saxophons fasziniert. Im Selbststudium machte er sich mit der neuen Spielweise des Saxophons und den Arbeiten amerikanischer Meisterarrangeure vertraut. Er übersiedelte 1930 nach Berlin und spielte als Multiinstrumentalist in verschiedenen Jazzbands Saxophon und Klavier. Er beherrschte Streich- und Blasinstrumente und sprang hin und wieder als Schlagzeuger ein.
In der „Femina“, im „Delphi“, im „Faun“ oder „Kakadu“ jazzten beste europäische Big Bands. Aus England kam z. B. Jack Hylton. Dessen Musik, vom amerikanischen Jazz stark beeinflusst, entsprach dem damals modernen Zeitgefühl. Es entwickelte sich der sogenannte Hoteljazz, bei dem dann auch deutsche Spitzenkapellen zum Fünf-Uhr-Tee spielten.

## Gerhard Mohr als Arrangeur
Mit Stilfragen und Publikumsgeschmack vertraut, begann Gerhard Mohr, für seine Kapellmeister Arrangements zu schreiben. So schrieb er seit 1930 Spezialarrangements für seinen Orchesterchef Oskar Joost. Dessen Band gewann durch diese Arrangements einen typischen und charakteristischen Klangcharakter.
Er instrumentierte viele Musiktitel für Schallplattenaufnahmen und gab Filmmelodien von Werner Bochmann, Peter Kreuder, Franz Grothe, Theo Mackeben, Friedrich Schröder und Leo Leux für die millionenhaft gedruckten „Salonorchester“-Noten instrumentale Gestalt.

## Kompositionen
Seine ersten eigenen Kompositionen Twilight comes und Hot Serenade erschienen 1929 beim Benjamin-Verlag in Paris. 1933 erschien beim Standard-Verlag sein bis heute bekannter Titel Orientexpress, den der Kapellmeister James Kok regelmäßig im Finale seiner Bühnenschau aufführte.
Gerhard Mohr komponierte Instrumentalstücke wie den Maurischen Marsch, Nachtexpress nach Warschau oder Matrosenball auf Batavia.
Sein Paso doble Man soll mit dem Feuer nicht spielen gehörte lange zum Repertoire von Zirkus- und Varieté-Kapellen.
Gerhard Mohrs populärstes Werk blieb das 1935 im Berliner Dreiklag-Verlag veröffentlichte Chanson Bei zärtlicher Musik, da kann man herrlich träumen. Greta Keller spielte es im selben Jahr auf Telefunken-Schallplatte ein. Später gab es Aufnahmen mit Horst Winter, Rudi Schuricke und Gerhard Wendland.

## Die Kriegs- und Nachkriegszeit
Gerhard Mohr musste im Zweiten Weltkrieg Kriegsdienst leisten und konnte eine Zeitlang das Tanzorchester am Mailänder Soldatensender leiten, 1944 wurde er an die Kriegsfront abkommandiert.
Bei Kriegsende geriet Gerhard Mohr in Britische Gefangenschaft. Zusammen mit Peter Hirche gründete er ein literarisches Kabarettensemble. Dessen Aufführungen hatten so viel Erfolg im Lager, dass Mohr und Hirche auch nach der Entlassung aus der Kriegsgefangenschaft zusammenblieben. Sie nannten sich „Die 10 Mohralisten“ und tingelten durch Städte und Dörfer. Sie traten in allen drei westlichen Besatzungszonen auf. Zum Ensemble stießen zwei bühnenerfahrene Sängerinnen. Die Musik, die Gerhard Mohr für sie komponierte, war immer ein wesentlicher Anteil des Programms. Die Chansonette Ly Peters wurde später seine zweite Ehefrau.

## Die Wiesbadener Jahre
Während des Krieges hatte Gerhard Mohr seine Wohnung in Berlin und seinen gesamten Besitz bei einem Bombenangriff verloren. Nach der Währungsreform suchte er einen geeigneten Wohnsitz für sich und seine Familie und entschloss sich nach Wiesbaden zu ziehen. Er arbeitete hauptsächlich für die damals an fast allen deutschen Radiostationen noch existierenden Rundfunkorchester, für die er eine eigene Art von gehobener Unterhaltungsmusik komponierte.
So entstanden Aufnahmen insbesondere mit dem WDR Rundfunkorchester unter dem Dirigenten Franz Marszalek und dem Kölner Tanz- und Unterhaltungsorchester Adalbert Luczkowski. 1951 wurde seine Mittelmeer-Suite(Suite Mediterranea) für großes Orchester vom Stuttgarter Sender preisgekrönt. Seine Konzertstücke waren auch Bestandteil bei Promenaden- und Kurorchestern. Wiesbadener Kurmusik hieß eine Komposition von 1953. In dieser Zeit entstanden auch die Andalusische Rhapsodie, die Ouvertüre Auf Westkurs und das Rhapsodische Konzert für Cello und Orchester.
In Wiesbaden begegnete Gerhard Mohr dem Akkordeonvirtuosen und Lehrer am Wiesbadener Konservatorium Dietmar Walther. Es wuchs eine enge Freundschaft und Gerhard Mohr fand eine starke Sympathie für Akkordeon-Musik. Für Walther schrieb er 1953 das H-moll Konzert für Akkordeon und Orchester. Es entstanden Aufnahmen für den WDR mit dem WDR-Symphonieorchester unter Hermann Hagestedt, für das Niederländische Symphonieorchester Hilversum, für das SWF-Unterhaltungsorchester unter Emmerich Smolla, das Münchner Rundfunkorchester unter Werner Schmidt-Boelcke und das Radio-Symphonieorchester Frankfurt/Main. Die Freundschaft zu Dietmar Walther gilt bis heute als treibendes Element für Kompositionen Gerhard Mohrs für Akkordeon-Orchester.
Gerhard Mohr war Mitglied im Aufsichtsrat der GEMA. Er setzte sich für ein modernes Urheberrecht ein, zum Schutz der Interessen von Komponisten, Arrangeure, Textdichtern und Musikverleger.
Gerhard Mohr starb am 10. Dezember 1979 im Alter von 78 Jahren in Wiesbaden.

## Werke

### Werke für Akkordeon-Orchester
- 1953 Konzert h-Moll für Akkordeon und Orchester
- 1954 Florentinisches Konzert
- 1955 (Schlesische) Heimatbilder
  1. Am dunklen Strom
  2. Kammwanderung
  3. Durch weites Land (Rondo)
- 1956 Japanisches Teelied (Intermezzo)
- 1957 Nordische Sonate in drei Sätzen
  1. Allegro moderato
  2. Andante tranquillo
  3. Allegro molto
- 1961 Fantasia Iberica
- 1962 Balkan-Impression
- 1964 Manhattan-Boogie
- 1965 Concerto Barocco in zwei Sätzen
- o. D. Finnische Polka